# Martin Evans
Sir Martin John Evans (Stroud, 1 de janeiro de 1941) é um biólogo geneticista britânico.
A ele é atribuída a descoberta das células estaminais embriónicas, em 1981.
Foi co-galardoado com o Nobel de Fisiologia ou Medicina de 2007.
Recebeu a Medalha Copley de 2009, "por seu trabalho seminal sobre as células estaminais embrionárias em ratos, que revolucionou o campo da genética".